# Suaílis

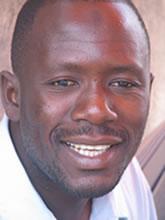
Um suaíli de Zanzibar

Os suaílis são uma etnia e cultura situadas na costa leste africana, principalmente das regiões costeiras e ilhas do Quênia, Tanzânia e do norte de Moçambique.
O número de suaílis é de 1.328.000 pessoas.
Os suaílis são majoritariamente muçulmanos, e os idiomas mais falados, além do idioma homônimo, são português, inglês e francês.
Outras etnias relacionadas são Kikuyu, Makonde e Shirazi. Estes últimos defendem ter sua origem ligada a uma linhagem real que teria migrado da cidade persa de Xiraz, e exerceram um papel determinante na Revolução de Zanzibar em 1964, articulados no Partido Afro-Shirazi (PAS).